# Gibsoniothamnus
Gibsoniothamnus é um género botânico pertencente à família Schlegeliaceae.

## Espécies
Constituido por 15 espécies:
Gibsoniothamnus alatus Gibsoniothamnus allenii Gibsoniothamnus cornutus
Gibsoniothamnus epiphyticus Gibsoniothamnus grandiflorus Gibsoniothamnus latidentatus
Gibsoniothamnus mimicus Gibsoniothamnus mirificus Gibsoniothamnus moldenkeanus
Gibsoniothamnus parvifolius Gibsoniothamnus pithecobius Gibsoniothamnus pterocalyx
Gibsoniothamnus stellatus Gibsoniothamnus truncatus Gibsoniothamnus versicolor